# درماتیت دور چشم
درماتیت دور چشم (به انگلیسی: Periorbital dermatitis) یک بیماری پوستی، نوعی بیماری پوستی پیرامون دهان است که در پلک‌های تحتانی و پوست مجاور پلک‌های بالا و پایین رخ می‌دهد.